# Осада Иерусалима (637)

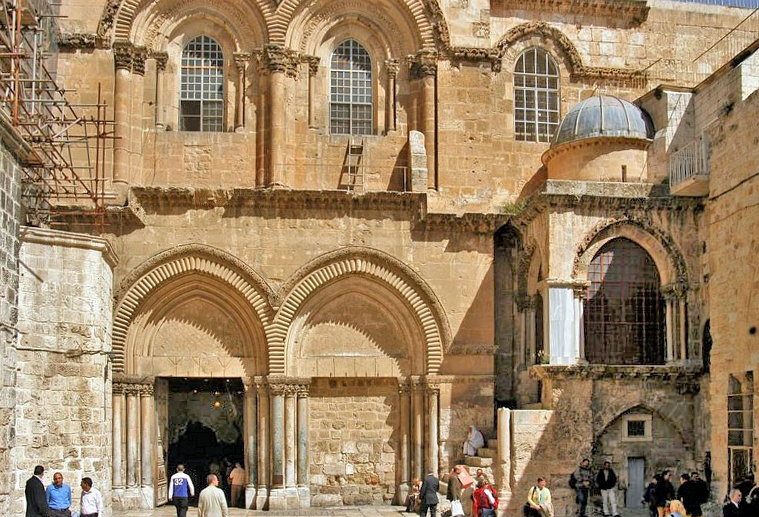
Современное здание Храма Гроба Господня, где Софроний пригласил Халифа Умара исполнить намаз

Осада Иерусалима (636–637; 16 год Хиджры) — одно из сражений мусульманского завоевания Леванта в ходе арабо-византийских войн между Византийской империей и Праведным халифатом.
Завоевание города мусульманами укрепило власть арабов над Палестиной, которая не подвергалась иностранной угрозе вплоть до Первого крестового похода в 1099 году.

## Предыстория
Иерусалим был важным городом Византийской провинции Палестина. За 23 года до осады (в 614 году) Иерусалим осадили персидские войска, завоевали Палестину, присоединив её к империи Сасанидов. Поэтому после возвращения Византией Палестины, в 629 году, Иерусалим был значительно укреплен.
После смерти Мухаммеда в 632 году мусульманское руководство перешло к халифу Абу Бакру. Он начал захватническую войну на востоке, завоевал Сирию и Ирак, в то время как на западном фронте его армии вторглись в Византийскую империю. В 634 году, Абу Бакр умер, ему на смену пришёл халиф Умар ибн аль-Хаттаб, который продолжал завоевательные войны. В мае 636 года император Ираклий приступил к осуществлению крупной экспедиции, целью которой было вернуть утраченные территории, но его армия была разбита в битве при Ярмуке в августе 636 года.
Арабы подходили к стенам Иерусалима ещё в конце 634 года, но только после битвы при Ярмуке им удалось овладеть всей Сирией и приступить к осаде Иерусалима. Арабской армией командовал Амр ибн аль-Ас. Оборону города возглавил патриарх Софроний I, патриарх Иерусалимский, который укрепил его оборону. Когда мусульманская армия достигла Иерихона, Софроний собрал все святые реликвии, включая Животворящий Крест, и тайно отправил их на побережье, чтобы доставить в Константинополь.

## Осада и капитуляция
Арабские войска осадили город где-то в ноябре 636 года. Вместо того, чтобы постоянно атаковать город, они решили продолжать осаду до тех пор, пока у византийцев не закончатся припасы и не будет возможности договориться о бескровной сдаче. Хотя подробности осады не были записаны, она, по-видимому, была бескровной. Византийский гарнизон не мог ожидать никакой помощи от императора Ираклия.
Осада Иерусалима длилась 4 месяца, после чего город согласился сдаться. По одной из версий, город согласился сдаться лично главе мусульман (халифу Умару). По другой версии, Умар в это время находился в Сирии, и жители Иерусалима послали к нему делегацию для переговоров. Переговоры проходили в Джабийе, где и был составлен текст капитуляции.
Существует предание, что когда Умар получил в Медине письмо от предводителей города с просьбой о личном его участии, он отправился в путь настолько поспешно, что взял с собой лишь одного слугу и одного верблюда. Известный своей справедливостью Умар ехал на верблюде строго поочередно со слугой, и когда путники добрались до Иерусалима, была как раз очередь Умара идти пешком. Увидев входящего в город Умара, евреи немедленно вручили ключи от города Умару, рассказав о предании, в коем назидалось им вручить по доброй воле ключи от Иерусалима повелителю, который придет пешком со своим слугой, восседающим на верблюде.
В тексте договора Умар гарантировал жителям города (в тексте «жителям Илии») неприкосновенность «им самим, их состояниям, их церквам и их крестам, их больным и здоровым и всей их общине».
После капитуляции Умар лично посетил Иерусалим. Он встал лагерем возле города, и к нему явились с изъявлением покорности патриарх Софроний I и комендант города (битрик). На следующий день (вторник) Умар вступил в город. Патриарх показал ему главные храмы Иерусалима. На Храмовой горе Умар лично начал расчистку площадки под мечеть. Место для молитвы было устроено к пятнице (этой или следующей), Умар провёл богослужение и покинул город.
Точное время посещения Умаром Иерусалима не установлено, называют 16-й и 17-й год хиджры. Предположительно, сдача Иерусалима произошла зимой 637 года, не позднее начала марта.

## Последствия
Сдача Иерусалима позволила арабской армии перейти к осаде Антиохии и Кесарии и окончательно присоединить к халифату Ближний Восток. Следующие 400 лет Иерусалим оставался под властью мусульман, пока не был захвачен крестоносцами в 1099 году во время Первого крестового похода.